# Ship Oil Pollution Emergency Plan
Le plan d'urgence en cas de pollution marine à bord des navires, en anglais : Ship Oil Pollution Emergency Plan (SOPEP), est décrit dans la règle 37 de l'Annexe I de Marpol et exige que les pétroliers >150 GT et tous les autres navires >400 GT doivent avoir un plan d'urgence en cas de pertes d'hydrocarbures. 
Dans ce plan se trouve une vue d'ensemble des procédures en cas de déversement de pétrole. Dans le plan il est également mentionné la personne à contacter (liste des autorités, des équipes de nettoyage et de l'état du port) et comment signaler cet événement à la station des garde-côtes la plus proche.
Le plan d'urgence contient les éléments suivants :
- Les instructions pour l'équipe chargée de la prévention de la pollution par les hydrocarbures. C'est une liste des fonctions que les membres de l'équipage ont à remplir en cas d'un déversement de pétrole.
- La disposition générale à bord du navire, ce qui inclut la position des citernes, leur capacité, leur contenant, etc.
- Un plan d'urgence
- Les informations générales sur le navire, le propriétaire, , etc..
- Les procédures pour contenir le déversement du pétrole dans la mer, conformément à la convention Marpol et utilisant les équipements SOPEP
- Les dessins des lignes de carburant/d'huile
- L'emplacement des espaces SOPEP avec ce qu'ils contiennent  et une liste d'inventaire

Le plan doit être rédigé conformément aux règles de l'Organisation Maritime Internationale en vertu de la loi du MEPC (Comité de protection de l'environnement marin).

## Plans d'urgence en cas de pollution marine à bord des navires aucanal de Panama
Le PCSOPEP (Panama Canal Ship Oil Pollution Emergency plan), qui est entrée en vigueur le 1er janvier 2005. En vertu de ces règlements, les navires doivent présenter un plan pour les eaux du canal et payer pour la disponibilité du personnel et pour l'équipement nécessaire en cas de déversement. En retour, l'ACP (Autorité du Canal de Panama) agit comme la seule organisation pour répondre au déversement d'hydrocarbures (Oil Spill Response Organization - OSRO) pour les navires en transit ou en attente de transit du canal de Panama.

## Boîte pour le déversement d'hydrocarbures
Cette boîte est équipée avec des équipements anti-pollution.
Se compose de :
- 1 x 4 WB510SN, oilboom 3 m x dia. 13 m
- 1 x WSWL100F, balaye 48 cm x 30 cm
- 6 x WSO410, oil socks 120 cm x dia. 7,5 cm
- 2 x oil Truckpack KTO 100
- 200 x WP200S, plaquettes d'huile 50 x 40 cm
- 50 x YPB200S, plaquettes d'huile 50 x 40 cm
- 1 x PPE105, gants de protection en PVC
- 2 x MTL103, sacs jetables[2]. Boîtes pour le déversement d'hydrocarbures : sept barils sont équipés avec des équipements anti-pollution.

Se compose de :
- 4 x WB510SN-03, oilboom 3 m x dia. 14 m
- 1 x WSWL100F, balaye 48 cm x 30 cm
- 6 x WSO120-20, oil socks 120 cm x dia. 7,5 cm
- 2 x TP40, huile Truckpack 40 litres
- 200 x WP200, plaquettes d'huile 40 x 40 cm
- 50 x GBP100H, plaquettes universelles 50 x 40 cm
- 1 x PPE105, gants de protection en PVC
- 2 x OCS6012-100, sacs jetables OMI
- 1 x VB-0103, des lunettes de sécurité
- 1 x Pompe à main, sans étincelles
- 1 x 10 étapes du plan d'action
- 1 x tournevis